# Nusa bengalensis
Nusa bengalensis là một loài ruồi trong họ Asilidae. Nusa bengalensis được Joseph & Parui miêu tả năm 1987. Loài này phân bố ở miền Ấn Độ - Mã Lai.